# Boletina nigricoxa
Boletina nigricoxa är en tvåvingeart som beskrevs av Rasmus Carl Staeger 1840. Boletina nigricoxa ingår i släktet Boletina och familjen svampmyggor. Arten är reproducerande i Sverige. Inga underarter finns listade i Catalogue of Life.